# The Future
The Future — девятый студийный альбом канадского поэта и музыканта Леонарда Коэна, изданный в 1992 году, одна из наиболее известных его работ.

## Об альбоме
The Future самый разнообразный по жанрам альбом, из созданных Коэном ранее, на нём есть госпел-хор (собственно «The Future»), баллада, записанная с синтезатором («Waiting for the Miracle»), кантри («Closing Time»), оркестр стаккато («Democracy») и другое. Хоть он был и не самым успешным на международном рынке, зато добился больших успехов на родине Леонарда, в Канаде. Композиция «Tacoma Trailer» — единственный инструментал музыканта, если не считать импровизацию на альбоме Live Songs. Кроме того, The Future — самый длинный альбом Коэна, он длится почти час. Практически все песни с альбома были использованы в голливудских фильмах.

## Список композиций
| №  | Название                | Продолжительность |
| -- | ----------------------- | ----------------- |
| 1. | The Future              | 6:41              |
| 2. | Waiting for the Miracle | 7:42              |
| 3. | Be for Real             | 4:32              |
| 4. | Closing Time            | 6:00              |
| 5. | Anthem                  | 6:09              |
| 6. | Democracy               | 7:13              |
| 7. | Light as the Breeze     | 7:17              |
| 8. | Always                  | 8:04              |
| 9. | Tacoma Trailer          | 5:57              |